# Joe Brier
Joseph „Joe“ William Brier (* 16. März 1999 in Swansea) ist ein britischer Sprinter, der sich auf den 400-Meter-Lauf spezialisiert hat. Auch seine Schwester Hannah Brier ist als Sprinterin aktiv. 2023 gewann er mit der britischen Mixed-Staffel die Silbermedaille bei den Weltmeisterschaften in Budapest.

## Sportliche Laufbahn
Erste internationale Erfahrungen sammelte Joe Brier im Jahr 2018, als er bei den U20-Weltmeisterschaften in Tampere mit der britischen 4-mal-400-Meter-Staffel in 3:05,64 min die Bronzemedaille gewann. Im Jahr darauf belegte er bei den Halleneuropameisterschaften in Glasgow mit der Staffel in 3:08,48 min den fünften Platz und anschließend gewann er bei den U23-Europameisterschaften in Gävle in 3:04,59 min mit der Männerstaffel die Silbermedaille hinter Deutschland. 2021 schied er bei den Halleneuropameisterschaften in Toruń im Einzelbewerb mit 47,08 s im Vorlauf aus und gewann mit der Staffel in 3:06,70 min gemeinsam mit Owen Smith, James Williams und Lee Thompson die Bronzemedaille hinter den Teams aus den Niederlanden und Tschechien. Anfang Mai verpasste er bei den World Athletics Relays im polnischen Chorzów mit 3:10,63 min den Finaleinzug. Anschließend nahm er mit der Staffel an den Olympischen Sommerspielen in Tokio teil und schied dort mit 3:03,29 min im Vorlauf aus.
2022 verpasste er bei den Weltmeisterschaften in Eugene in der Mixed-Staffel mit 3:14,75 min den Finaleinzug und schied anschließend bei den Commonwealth Games in Birmingham mit 47,50 s im Halbfinale über 400 Meter aus. Bei den Europameisterschaften in München kam er mit 46,06 s nicht über den Vorlauf über 400 Meter hinaus und verhalf der Männerstaffel zum Finaleinzug und trug damit zum Gewinn der Goldmedaille durch die britische Mannschaft bei. Im Jahr darauf belegte er bei den Halleneuropameisterschaften in Istanbul mit 3:08,61 min den fünften Platz im Staffelbewerb. Im Juni siegte er in 36,39 s über 400 Meter beim Memoriál Josefa Odložila und im August verhalf er der Mixed-Staffel bei den Weltmeisterschaften in Budapest zum Finaleinzug und trug damit zum Gewinn der Silbermedaille durch die britische Mannschaft bei.

## Persönliche Bestleistungen
- 200 Meter: 21,13 s (+0,4 m/s), 30. August 2021 in London
- 400 Meter: 45,54 s, 10. Juni 2023 in Genf
  - 400 Meter (Halle): 46,81 s, 21. Februar 2021 in Manchester